# Aouzou
Aouzou, Aʿūđu – miasto w Czadzie, w regionie Tibesti, departament Tibesti Est; 1965 mieszkańców (2005), położone w północnej części kraju.